# Třebíč-Borovina
Třebíč-Borovina – przystanek kolejowy w miejscowości Třebíč, w kraju Wysoczyna, w Czechach Znajduje się na wysokości 455 m n.p.m.
Na przystanku nie ma możliwości zakupu biletów, a obsługa podróżnych odbywa się w pociągu.

## Linie kolejowe
- 240 Brno - Jihlava